# Comté d'Alameda
Pour les articles homonymes, voir Alameda.
Le comté d'Alameda (en anglais : Alameda County ; en espagnol, alameda désigne une « peupleraie », en d'autres termes un ensemble de peupliers) est un comté de l'État de Californie, aux États-Unis, situé à l'est de la baie de San Francisco (East Bay).
Au recensement de 2020, le comté comptait 1 682 353 habitants, ce qui en fait le septième plus peuplé de l'État et le vingt-deuxième du pays. Son siège est Oakland et ses autres grandes villes sont Fremont, Berkeley et Hayward.

## Histoire

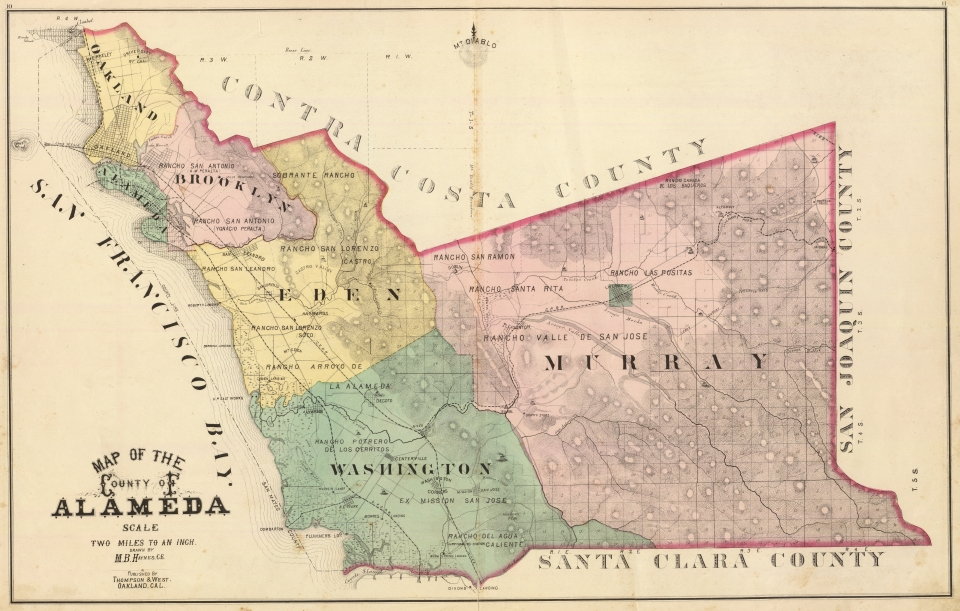
Carte du comté en 1878.

Le comté fut créé le 25 mars 1853 à partir de terres des comtés de Contra Costa et Santa Clara. Le chef-lieu choisi à l'époque fut Alvarado, avant d'être déplacé à San Leandro en 1856. Mais la ville, dévastée par le tremblement de terre de 1868, entraîna le choix d'une autre localité, Brooklyn pour assurer les fonctions de chef-lieu ; celle-ci fut par la suite intégrée à Oakland, qui est donc le chef-lieu depuis 1873.

## Géographie
Selon le Bureau du recensement des États-Unis, le comté a une superficie totale de 2 126,8 km2 dont 1 910,3 km2 de terres et 216,4 km2 d'eau. La baie de San Francisco borde le comté à l'ouest, et les Berkeley Hills au nord-est et à l'est. La population se concentre surtout dans la plaine côtière. Dans l'est du comté, de l'autre côté des collines, se trouve la vallée de Livermore. Deux failles traversent la région : la faille d'Hayward, une branche majeure de la faille de San Andreas, à l'ouest, et la faille de Calaveras, au sud-est.

### Comtés adjacents
|                                           | Comté de Contra Costa |                      |
| Comté de San Mateo Comté de San Francisco | Comté d'Alameda       | Comté de San Joaquin |
|                                           | Comté de Santa Clara  |                      |

### Transports
Principales autoroutes traversant le comté :
| - Interstate 80 - Interstate 238 - Interstate 580 - Interstate 680 - Interstate 880 | - Interstate 980 - California State Route 13 - California State Route 24 - California State Route 84 - California State Route 92 |

Le port d'Oakland est le port principal de la baie de San Francisco et le quatrième port à conteneurs des États-Unis. L'aéroport international d'Oakland est le principal aéroport du comté.

### Communautés incorporées etCensus-designated places
Le comté d'Alameda compte 14 municipalités incorporées et, au recensement de 2010, 6 CDP (census-designated places).
Municipalités incorporées

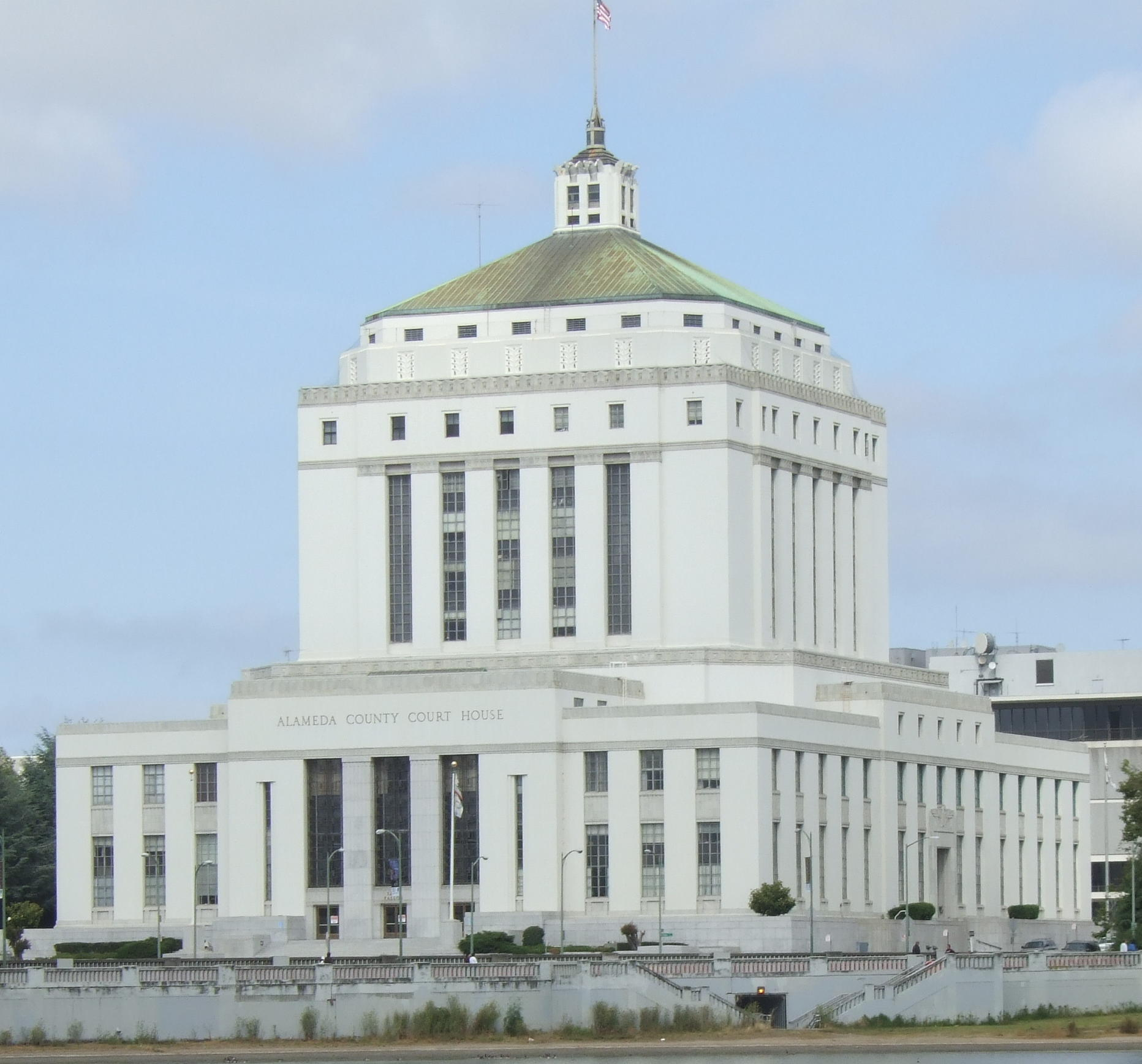
La cour de justice d'Oakland en Californie.

Les localités constituées en municipalités sont dites incorporées. Elles disposent d'un maire et d'un gouvernement local indépendant du comté. Certaines se dotent d'un service de lutte contre les incendies (fire department) et/ou d'un service de police (police department). D'autres contractualisent avec le comté qui assure ces services pour le comte de la municipalité.
| Nom         | Population (2010) | Superficie (km2) | Densité (2010) | Incorporation | Incendie       | Police         | Notes |
| ----------- | ----------------- | ---------------- | -------------- | ------------- | -------------- | -------------- | --- |
| Alameda     | 73 812            | 59,5             | 2 686          | 1854          | oui            | oui            | Située sur l'île d'Alameda. Forte communauté asiatique-américaine (31 %).                                                                     |
| Albany      | 18 539            | 14,2             | 4 003          | 1908          | oui            | oui            | Forte communauté asiatique-américaine (31 %).                                                                                                 |
| Berkeley    | 112 580           | 45,8             | 4 151          | 1878          | oui            | oui            | Présence de l'Université de Californie à Berkeley.                                                                                            |
| Dublin      | 49 890            | 38,6             | 1 292          | 1982          | contractualisé | contractualisé | |
| Emeryville  | 10 080            | 5,2              | 3 125          | 1896          | contractualisé | oui            | Forte communauté asiatique-américaine (28 %).                                                                                                 |
| Fremont     | 214 089           | 226,9            | 940            | 1956          | oui            | oui            | 95e communauté incorporée des États-Unis. 29e ville de plus de 50 000 habitants selon le revenu médian. Majorité asiatique-américaine (51 %). |
| Hayward     | 144 186           | 165,1            | 870            | 1876          | oui            | oui            | Forte communauté latino-américaine (41 %). |
| Livermore   | 80 968            | 65,2             | 1242           | 1876          | oui            | oui            | |
| Newark      | 42 573            | 36,0             | 1 185          | 1955          | contractualisé | oui            | Forte communauté latino-américaine (35 %). |
| Oakland     | 400 740           | 202              | 2 704          | 1852          | oui            | oui            | Chef-lieu du comté. 47e ville du pays. Taux d'homicide le plus élevé du pays pour une ville de plus de 100 000 habitants.                     |
| Piedmont    | 10 667            | 4,3              | 2 500          | 1907          | oui            | oui            | Ville la plus riche du comté, enclavée dans Oakland.                                                                                          |
| Pleasanton  | 70 285            | 62,8             | 1 100          | 1894          | oui            | oui            | |
| San Leandro | 84 950            | 40,6             | 2 459          | 1872          | contractualisé | oui            | Fortes communautés asiatique-américaine (30 %) et latino-américaine (27 %).                                                                   |
| Union City  | 69 516            | 50,4             | 1 379          | 1959          | contractualisé | oui            | |

1. 1 2  Livermore et Pleasanton ont mutualisé leur service incendie.

Census-designated places
Les CDP sont des périmètres à usage statistique établies par le recensement.
| Nom           | Population (2010) | Superficie (km2) | Densité (2010) | Notes                                                                                            |
| ------------- | ----------------- | ---------------- | -------------- | ------------------------------------------------------------------------------------------------ |
| Ashland       | 21 925            | 4,8              | 4 600          | Forte communauté latino-américaine (43 %).                                                       |
| Castro Valley | 61 388            | 43,8             | 1 429          |                                                                                                  |
| Cherryland    | 14 728            | 3,1              | 4 700          | Majorité latino-américaine (54 %).                                                               |
| Fairview      | 10 003            | 7,2              | 1 397          | Seule localité non incorporée dotée d'un corps de pompiers (fire district) indépendant du comté. |
| San Lorenzo   | 23 452            | 7,2              | 3 277          | Forte communauté latino-américaine (38 %).                                                       |
| Sunol         | 913               | 71,9             | 13             |                                                                                                  |

## Politique et administration

### Élections fédérales et californiennes
Le comté d'Alameda est un bastion démocrate. Ses trois élus de la Chambre des représentants des États-Unis et ses huit élus des Assemblée et Sénat de Californie sont démocrates.

#### Districts congressionnels
Depuis la procédure de redistricting de 2011, le comté d'Alameda est rattaché à 3 districts congressionnels (circonscriptions électorales des représentants à la Chambre des représentants) :
- le 13e qui couvre le nord-ouest du comté ;
- le 15e qui comprend aussi une portion du Comté de Contra Costa ;
- le 17e qui comprend aussi une portion du Comté de Santa Clara.

#### Districts de la législature d'État de Californie
La même procédure de redistricting a modifié les circonscriptions électorales des représentants à l'Assemblée et des sénateurs de la législature d'État de Californie.
Dès lors, le comté d'Alameda est rattaché à 5 districts (15e, 16e, 18e, 20e et 25e) en ce qui concerne l'Assemblée de Californie et 3 en ce qui concerne le Sénat de Californie (7e, 9e et 10e).

### Administration locale

#### Les superviseurs
Le comté d'Alameda est dirigé par un comité de superviseurs en anglais : Board of Supervisors, détenant les pouvoirs exécutif et législatif, de 5 membres élus pour 4 ans. Le comté est divisé en cinq districts, chacun élisant un Supervisor, lors d'un scrutin uninominal qui a lieu lors des élections générales. Les contours des districts sont redéfinis tous les 10 ans à la suite du recensement, pour assurer une égalité de la population dans chacun des districts. La dernière révision des frontières de districts (Redistricting) date de 2011.
Le comité nomme un administrateur, qui met en œuvre la politique et les décisions des superviseurs. Il est notamment responsable du budget du comté, des ressources humaines, des relations avec l'administration de Californie, le niveau fédéral ou municipal. Depuis 1995, Susan S. Muranishi remplit cette fonction.
La composition actuelle du comité est la suivante :
| District | Population      | Nom du Supervisor                       | Date de début de mandat | Date de fin de mandat | Municipalités du district                                 | Notes |
| -------- | --------------- | --------------------------------------- | ----------------------- | --------------------- | --------------------------------------------------------- | --- |
| 1        | 295 846 331 630 | Scott Patrick Haggerty (Vice-président) | 2016 (6e mandat)        | 2020                  | Dublin, Fremont (parties), Livermore                      | |
| 2        | 305 652 305 371 | Richard Valle                           | 2018 (3e mandat)        | 2022                  | Hayward, Fremont (parties), Newark, Union City            | Richard Valle est élu pour la première fois à ce poste en novembre 2012, lors d'une élection partielle tenue à la suite de la démission de Nadia Lockyer. |
| 3        | 301 349 279 359 | Wilma Chan                              | 2018 (3e mandat)        | 2022                  | Alameda, Oakland (parties), San Leandro                   | |
| 4        | 310 027 285 817 | Nate Miley                              | 2016 (5e mandat)        | 2020                  | Castro Valley, Oakland (parties)                          | |
| 5        | 297 397 308 094 | Keith Carson (Président)                | 2016 (7e mandat)        | 2020                  | Albany, Berkeley, Emeryville, Oakland (parties), Piedmont | |

1. ↑  Population après le redistricting de 2011, suivie de la population donnée par le recensement de 2010.
2. ↑  Après le redistricting de 2011.

#### Les autres élus du comté
Les électeurs du comté participent en outre à l'élection de plusieurs officiels du comté :
- L'Auditor-Controller
- L'Assessor
- Les sept membres du Board of Education
- Le District Attorney
- Le Sheriff-Coroner
- Le Superintendent of Schools
- Le Treasurer-Tax Collector
- Le County Clerk-Recorder

## Démographie
| Groupe            | Comté d'Alameda | Californie | États-Unis |
| ----------------- | --------------- | ---------- | ---------- |
| Blancs            | 46,2            | 57,6       | 72,4       |
| Asiatiques        | 26,2            | 13,1       | 4,8        |
| Autres            | 8,8             | 17,0       | 6,2        |
| Métis             | 5,0             | 4,9        | 2,9        |
| Afro-Américains   | 12,5            | 6,2        | 12,6       |
| Amérindiens       | 0,5             | 1,0        | 0,9        |
| Océaniens         | 0,8             | 0,4        | 0,2        |
| Total             | 100             | 100        | 100        |
|                   |                 |            |            |
| Latino-Américains | 22,2            | 37,6       | 16,7       |

Selon l'American Community Survey, pour la période 2011-2015, 56,51 % de la population âgée de plus de 5 ans déclare parler anglais à la maison, alors que 16,47 % déclare parler l'espagnol, 8,39 % une langue chinoise, 3,79 % le tagalog, 1,91 % le vietnamien, 1,85 % l'hindi, 0,92 % le coréen, 0,81 % le perse, 0,54 % une langue africaine, 0,51 % l'arabe et 8,29 % une autre langue.
| 1860  | 1870   | 1880   | 1890   | 1900    | 1910    |
| ----- | ------ | ------ | ------ | ------- | ------- |
| 8 927 | 24 237 | 62 976 | 93 864 | 130 197 | 246 131 |

| 1920    | 1930    | 1940    | 1950    | 1960    | 1970      |
| ------- | ------- | ------- | ------- | ------- | --------- |
| 344 177 | 474 883 | 513 011 | 740 315 | 908 209 | 1 073 184 |

| 1980      | 1990      | 2000      | 2010      | 2020      | - |
| --------- | --------- | --------- | --------- | --------- | - |
| 1 105 379 | 1 279 182 | 1 443 741 | 1 510 271 | 1 682 353 | - |